# .bu
.bu var det tidligere nationalt topdomæne for Burma. Da Burma blev omdøbt til Myanmar i 1989 blev domænenavnet .mm anvendt i stedet. Domænenavnet .bu var næsten ubrugt i 1989, hvorfor udfasningen gik forholdsvis hurtigt.